# Tigran L. Petrosjan
Tigran L. Petrosjan, orm. Տիգրան Պետրոսյան (ur. 17 września 1984) – ormiański szachista, arcymistrz od 2004 roku.

## Kariera szachowa
Po raz pierwszy na arenie międzynarodowej wystąpił w 1994 r., uczestnicząc w rozegranych w Szeged mistrzostwach świata dzieci do 10 lat. W turniejach z cyklu MŚ juniorów startował jeszcze kilkukrotnie, największy sukces odnosząc w 2004 r. w Koczin, gdzie zdobył tytuł wicemistrza świata w kategorii do 20 lat.
W 1999 i 2000 r. dwukrotnie reprezentował Armenię na rozegranych w Arteku olimpiadach juniorów do 16 lat. W 2003 r. podzielił II m. (za Baadurem Dżobawą, wspólnie z m.in. Artaszesem Minasianem, Andriejem Wołokitinem, Zwiadem Izorią i Merabem Gagunaszwilim) w turnieju BCSA w Batumi, w 2004 r. zwyciężył w otwartych turniejach w Isfahanie i Bejrucie. W 2005 r. podzielił I m. w kolejnych międzynarodowych turniejach, rozegranych w Teheranie (wspólnie z Gadirem Gusejnowem, Jewgienijem Glejzerowem, Elshanem Moradiabadim i Nidżatem Mamedowem), Kishu (wspólnie z Elshanem Moradiabadim, Ehsanem Ghaemem Maghamim i Jewgienijem Glejzerowem) oraz Lozannie (wspólnie z Danielem Fridmanem i Namigiem Guliewem). W 2006 r. zwyciężył w Lyonie i Dubaju (wspólnie z Gabrielem Sargissianem i Siergiejem Fiedorczukiem). W 2007 r. zdobył w Erywaniu brązowy medal indywidualnych  mistrzostw Armenii oraz zajął I m. w Kalkucie, natomiast w 2008 r. podzielił I m. w Wheeling (wspólnie z Hikaru Nakamurą i Warużanem Akobianem). W 2011 r. zwyciężył (wspólnie z Antonem Filippowem i Maratem Dżumajewem) w rozegranym w Taszkencie memoriale Gieorgija Agzamowa. W 2014 r. zwyciężył w memoriale Mieczysława Najdorfa w Warszawie oraz podzielił I m. (wspólnie z Jurijem Kuzubowem) w Abu Zabi.
Wielokrotny reprezentant Armenii w turniejach drużynowych, m.in.:
- dwukrotnie na olimpiadach szachowych (w latach 2008, 2012); dwukrotny medalista: wspólnie z drużyną – dwukrotnie złoty (2008, 2012)[6],
- dwukrotnie na drużynowych mistrzostwach świata (w latach 2010, 2013)[7],
- dwukrotnie na drużynowych mistrzostwach Europy (w latach 2009, 2013); medalista: indywidualnie – srebrny (2009 – na V szachownicy)[8],
- dwukrotnie na olimpiadach szachowych juniorów do 16 lat (w latach 1999, 2000)[2].

Najwyższy ranking w dotychczasowej karierze osiągnął 1 marca 2015 r., z wynikiem 2671 punktów.